# جادوگر جنگ
جادوگر جنگ (به انگلیسی: War Witch) فیلمی کانادایی در سبک درام و محصول سال ۲۰۱۲ میلادی است.